# Hedvig Bjelkevik
Hedvig Bjelkevik (* 18. April 1981 in Arendal) ist eine ehemalige norwegische Eisschnellläuferin.

## Werdegang
Bjelkevik wurde 11-mal norwegische Juniorenmeisterin und kam bei den Juniorenweltmeisterschaften 1998 in Roseville auf den 18. Platz im Mini-Mehrkampf. In der Saison 1998/99 nahm sie in Hamar erstmals am Eisschnelllauf-Weltcup teil, wobei sie den 36. Platz über 3000 m und den 33. Platz über 1500 m errang und wurde bei den Juniorenweltmeisterschaften 1999 in Geithus Achte im Mini-Mehrkampf. In der folgenden Saison lief sie bei den Juniorenweltmeisterschaften 2000 in Seinäjoki auf den sechsten Platz und bei den Einzelstreckenweltmeisterschaften 2000 in Nagano jeweils auf den 22. Platz über 1000 m und über 1500 m sowie auf den 19. Rang über 3000 m. In den folgenden Jahren errang sie bei der Mehrkampfeuropameisterschaft 2003 in Heerenveen den 17. Platz im Kleinen Vierkampf und bei der Mehrkampfeuropameisterschaft 2004 in Heerenveen den 15. Platz im Kleinen Vierkampf. In der Saison 2005/06 erreichte sie in Turin mit dem siebten Platz in der Teamverfolgung ihre beste Platzierung im Weltcup und belegte beim Saisonhöhepunkt, den Olympischen Winterspielen 2006 in Turin, den 26. Platz über 1500 m sowie den siebten Platz in der Teamverfolgung. In der Saison 2006/07 kam sie bei der Sprintweltmeisterschaft 2007 in Hamar auf den 26. Platz im Sprint-Mehrkampf und bei den Einzelstreckenweltmeisterschaften 2007 in Salt Lake City auf den 24. Platz über 500 m, auf den 21. Rang über 1000 m sowie auf den 17. Platz über 1500 m. Ihren letzten Weltcup absolvierte sie im November 2007 in Calgary, welchen sie in der B-Gruppe auf dem 16. Platz über 1000 m beendete.
Bjelkevik wurde dreimal norwegische Meisterin im Kleinen-Vierkampf (2000, 2004, 2006), jeweils zweimal über 500 m (2007, 2008), 1000 m (2007, 2008) sowie im Sprint-Mehrkampf (2007, 2008) und jeweils einmals über 3000 m (2003) und 5000 m (2000). Ihre Schwester Annette Bjelkevik war ebenfalls als Eisschnellläuferin aktiv.

## Erfolge

### Olympische Spiele
- 2006 Turin: 7. Platz Teamverfolgung, 26. Platz 1500 m

### Einzelstrecken-Weltmeisterschaften
- 2000 Nagano: 19. Platz 3000 m, 22. Platz 1000 m, 22. Platz 1500 m
- 2007 Salt Lake City: 17. Platz 1500 m, 21. Platz 1000 m, 24. Platz 500 m

### Sprint-Weltmeisterschaften
- 2007 Hamar: 26. Platz Sprint-Mehrkampf

### Europameisterschaften
- 2000 Hamar: 12. Platz Kleiner Vierkampf
- 2003 Heerenveen: 17. Platz Kleiner Vierkampf
- 2004 Heerenveen: 15. Platz Kleiner Vierkampf

## Persönliche Bestzeiten
| Disziplin | Zeit        | Datum             | Ort            |
| --------- | ----------- | ----------------- | -------------- |
| 500 m     | 39,64 s     | 24. Februar 2007  | Salt Lake City |
| 1000 m    | 1:17,53 min | 11. März 2007     | Salt Lake City |
| 1500 m    | 1:58,74 min | 20. November 2005 | Salt Lake City |
| 3000 m    | 4:13,30 min | 18. November 2005 | Salt Lake City |
| 5000 m    | 7:33,17 min | 16. Januar 2000   | Hamar          |